# بری گلدبرگ
بری گلدبرگ (به انگلیسی: Barry Goldberg؛ زادهٔ ۲۵ دسامبر ۱۹۴۲ – درگذشتهٔ ۲۲ ژانویهٔ ۲۰۲۵) موسیقی‌دان، ترانه‌سرا و تهیه‌کننده موسیقی اهل ایالات متحده آمریکا بود.

## درگذشت
گلدبرگ در ۲۲ ژانویهٔ ۲۰۲۵، در سن ۸۳ سالگی بر اثر لنفوم غیرهاجکین درگذشت.